# Monochamus galloprovincialis
Monochamus galloprovincialis es una especie de escarabajo longicornio del género Monochamus, familia Cerambycidae. Fue descrita científicamente por Olivier en 1795.
Esta especie se encuentra en Sicilia, Cerdeña, África del Norte, Túnez, Portugal, Marruecos, Italia, Francia, Argelia y España.

## Subespecies
- Monochamus galloprovincialis cinerascens Motschulsky, 1860
- Monochamus galloprovincialis galloprovincialis (Olivier, 1795)
- Monochamus galloprovincialis pistor (Germar, 1818)
- Monochamus galloprovincialis tauricola Pic, 1912